# Hermeanderen

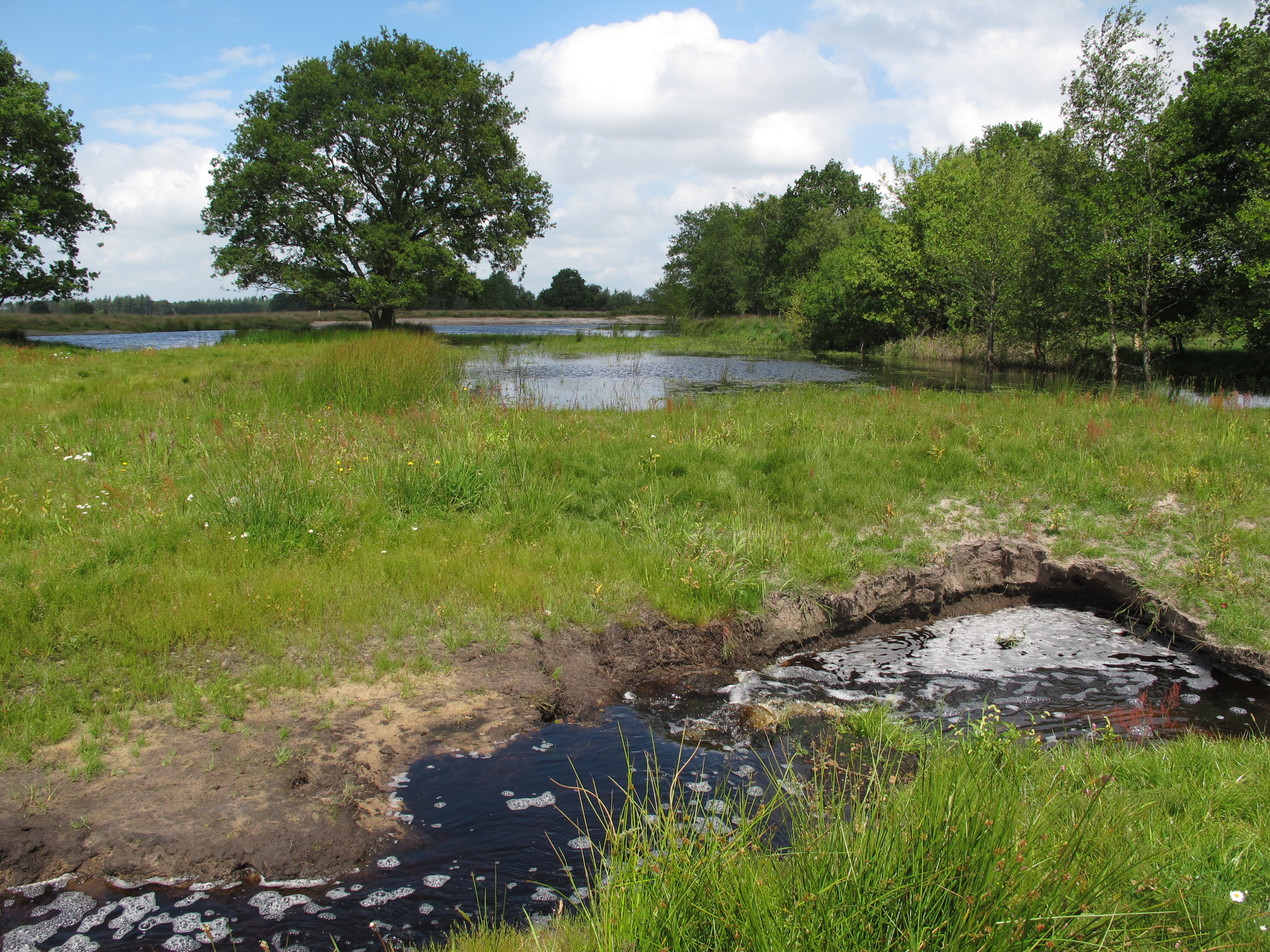
Een weer kronkelende Vledder Aa op de voorgrond, een waterberging op de achtergrond.

Hermeanderen of beekherstel  is het herstellen van de oude, meanderende loop van gekanaliseerde beken of rivieren.
Veel beken slingerden en zijn in het verleden rechtgetrokken. In Nederland is dit vooral in de jaren 1960 en 1970 veelvuldig gebeurd. Vooral de landbouw had hier baat bij, omdat het land beter begaanbaar is voor landbouwmachines. Door deze verandering wordt het water echter te snel en te onnatuurlijk afgevoerd. Dit kan verdroging veroorzaken. Dit is vooral ongunstig voor natuurgebieden.

## Hermeandering in België
Dit overzicht is mogelijk incompleet; u kunt helpen door het uit te breiden.
Beken en rivieren die gehermeanderd zijn in België:
- Dommel in Pelt[1]
- Gaverbeek[2]
- Grote Nete tussen het Malesbroek en de Molse Nete[3]
- Kleine Aa[4]
- Kleine Nete[5]
- Motbeek in Borgloon[6]
- Sint-Annabeek in Borgloon[7]
- Zuunbeek ter hoogte van Sint-Pieters-Leeuw[8]
- Zwarte Beek[9]

## Hermeandering in Nederland
Dit overzicht is mogelijk incompleet; u kunt helpen door het uit te breiden.
Beken waarbij beekherstel heeft plaatsgevonden zijn in Nederland:
- de Berkel vanaf Almen naar Zutphen.
- het Deurzerdiepje, de bovenloop van de Drentsche Aa
- de Geleenbeek
- de Hunze
- het Oostervoortsche Diep en het Groote Diep, bij Norg.
- de Regge tussen Hellendoorn en Ommen wordt deels volgens de oude meanders (duidelijk zichtbaar aan de gemeentegrens) geleid. Hierdoor wordt de Velderberg een waardevol natuurgebied.
- de Ruiten Aa
- de Tungelroyse Beek, die van Hamont via Tungelroy en Leudal naar de Maas stroomt.
- de Vledder Aa